# 알렉스 파스꾸알
알레한드로 알렉스 파스칼 훌리아(Alejandro "Àlex" Pascual Julià)은 스페인의 축구 선수이다.